# Галюза, Илья Сергеевич
Илья́ Серге́евич Галюза́ (укр. Ілля Сергійович Галюза; 16 ноября 1979, Архангельск, РСФСР, СССР) — украинский футболист, полузащитник.
Младший брат Сергей Галюза, также профессиональный футболист.

## Биография
Воспитанник детской школы луганской «Зари». Первые тренеры — Александр Шакун и Валерий Галустов.
На профессиональном уровне выступал за клубы: «Заря» (Луганск), «Черноморец» (Одесса), «Днепр-Трансмаш» (Могилёв, Белоруссия), «Орёл» (Россия). В 2006 году выступал за литовский «Шяуляй». В составе команды забил в чемпионате Литвы 16 мячей, стал вторым бомбардиром первенства, стал лучшим ассистентом «А»-лиги и был признан лучшим иностранным игроком по версии сайта Futbolas.lt.
С середины сезона 2006/07 выступает за симферопольскую «Таврию». Вместе с командой стал обладателем Кубка Украины 2009/10. Всего за «Таврию» в чемпионате Украины провёл 123 матча и забил 6 мячей. После того, как вице-президентом «Таврии» стал Дмитрий Селюк Галюза разорвал контракт с клубом и покинул его в статусе свободного агента. В итоге он в середине сезона 2011/12 подписал двухлетний контракт с луганской «Зарёй».
С 2008 года вместе с братом Сергеем проводит ежегодный детский турнир по футболу «Кубок мечты».

## Достижения
- Обладатель Кубка Украины (1): 2009/10
- Обладатель Кубка Белоруссии (1): 2013/14
- Бронзовый призёр чемпионата Белоруссии (1): 2014
- Серебряный призёр Второй лиги Украины (1): 1998/99
- Бронзовый призёр Второй лиги Украины (1): 1999/00